# Viviane Mun Yeong-in
Viviane Mun Yeong-in est une laïque chrétienne coréenne, martyre, née en 1776 à Séoul en Corée, morte décapitée le 2 juillet 1801 à Séoul.
Son martyre est reconnu par l'Église catholique, elle est appelée vénérable. Elle est ensuite béatifiée par le pape François le 16 août 2014.
La bienheureuse Viviane Mun Yeong-in est fêtée personnellement le 2 juillet, et le 20 septembre avec les martyrs de Corée.

## Biographie
Mun Yeong-in naît à Séoul en Corée, en 1776,. Elle est la troisième fille d'une famille de la classe moyenne, à Séoul. Elle y vit avec son père, modeste fonctionnaire du gouvernement, et avec ses sœurs cadettes, les aînés étant cachés ailleurs.
Lorsqu'elle a sept ans, en 1783, les fonctionnaires de la cour la trouvant intelligente et belle, la choisissent pour devenir dame de la cour. Mun Yeong-in est ainsi élevée au sein de la cour. Elle apprend à écrire, puis elle est chargée de rédiger des rapports.
En 1797, à l'âge de 21 ans, Mun Yeong-in doit prendre un congé temporaire de la cour parce qu'elle est très malade. Elle entend alors parler de la religion catholique par une vieille femme. Elle apprend le catéchisme par cette dame, et elle devient catholique.
Elle fait la connaissance de Colombe Kang Wan-suk qui est la première femme catéchiste. En 1798, elle reçoit le sacrement du baptême du père Jacques Zhou Wen-mo et reçoit le nom de « Viviane ». Elle fréquente la maison de Colombe Kang, étudie les livres catholiques avec d'autres fidèles et assiste à la messe. Entretemps, Viviane Mun est retournée à la cour. Elle a du mal à respecter ses devoirs religieux au sein de la cour, mais fait son possible pour rester fidèle à sa vie de prière. Quand sa qualité de catholique est connue, elle est renvoyée de la cour.
Viviane Mun se consacre alors pleinement à sa religion. Elle lit les biographies de saints, essaie de les imiter et prie avec ferveur. Elle a parfois le désir du martyre pour la gloire de Dieu. Renvoyée de sa famille comme catholique, elle loue une maison à Cheongseok-dong, Séoul, et consacre sa vie à Dieu et à l'Église.
Lors de la persécution de 1801, Viviane Mun est arrêtée, et emmenée au siège de la police. Elle y est sévèrement battue. Au cours d'une séance de torture, elle en vient à dire qu'elle abandonne la religion. Mais elle réalise ensuite ce qu'elle a fait, se reprend et professe sa foi en Dieu, en disant qu'elle peut mourir, mais pas changer d'avis à propos de sa foi en Dieu.
Ensuite été transférée au ministère de la Justice, Viviane Mun est de nouveau frappée, mais resté ferme dans sa foi. Elle affirme qu'elle est catholique et explique la doctrine catholique avec zèle. Le ministère conclut dans son rapport : « Elle est si profondément imprégnée de la religion catholique qu'elle n'y renoncera jamais. Ainsi, elle mérite de mourir dix mille fois ».
Viviane Mun Yeong-in est condamnée à mort et décapitée le 2 juillet 1801 à Séoul, à la Petite porte de l'Ouest,, avec huit autres catholiques.

## Béatification
Viviane Mun Yeong-in est reconnue martyre par décret du Saint-Siège du 7 février 2014 et ainsi proclamée vénérable.
Elle est ensuite béatifiée le 15 août 2014 par le pape François avec 124 autres martyrs de Corée.
La bienheureuse Viviane Mun Yeong-in est fêtée localement le 2 juillet, jour anniversaire de sa mort, et le 20 septembre, jour de commémoration des martyrs de Corée.